# Adrian Ianculescu
Adrian Ianculescu (Rumania, 28 de octubre de 1973) es un gimnasta artístico rumano, medallista de bronce mundial en 1995 en equipos, y medallista de bronce mundial en 1997 en la prueba de salto de potro.

## Carrera deportiva
En el Mundial que tuvo lugar en Sabae (Japón) en 1995 gana el bronce en el concurso por equipos, tras China y Japón, siendo sus compañeros de equipo: Dan Burinca, Cristian Leric, Nistor Sandro, Nicu Stroia, Marius Urzica y Nicolae Bejenaru.
En el Mundial celebrado en Lausana (Suiza) en 1997 gana el bronce en salto de potro, tras el kazajo Sergei Fedorchenko y el ruso Nikolai Kryukov.